# Libnotes (Libnotes) greeni
Libnotes (Libnotes) greeni is een tweevleugelige uit de familie steltmuggen (Limoniidae). De soort komt voor in het Oriëntaals gebied.